# Euromedia Group
Euromedia Group, a. s. (EMG) – czeskie wydawnictwo założone w 1991 roku.
Portfolio Euromedia Group obejmuje marki wydawnicze: Kalibr (od 2018 r.), Odeon (od 1999 r.), Ikar (od 2000 r.), Universum (od 2000 r.), YOLI (od 2014 r.), Esence (od 2016 r.), Pragma (od 2016 r.), Pikola (od 2017 r.), Listen (od 2018 r.), Laser (od 2018 r.), Brána (od 2018 r.). 
Jest jednym z największych wydawnictw książkowych na rynku czeskim.